# مارتن رومان
مارتن رومان (بالإنجليزية: Martin Roman؛ بالألمانية: Martin Roman) هو عازف بيانو وكاتب أغاني أمريكي وألماني، ولد في 1910 في برلين في ألمانيا، وتوفي في 1996 في إيمرسون في الولايات المتحدة.

## وصلات خارجية
- مارتن رومان على موقع IMDb (الإنجليزية)
- مارتن رومان على موقع ميوزك برينز (الإنجليزية)
- مارتن رومان على موقع أول ميوزيك (الإنجليزية)
- مارتن رومان على موقع ديسكوغز (الإنجليزية)